# 100 dni do matury (singel)
100 dni do matury – singel polskiego rapera Maty, promujący album studyjny, zatytułowany 100 dni do matury. Singel został wydany 16 stycznia 2020.
Nagranie otrzymało w Polsce status potrójnie platynowego singla, przekraczając liczbę 60 tysięcy sprzedanych kopii.

## Geneza utworu i historia wydania
Utwór napisali i skomponowali Ezra Williams, Jeremy Fedryk, Marcin Pasek, Michał Matczak, Sarcastic Sounds i Szymon Łuniewski.
Singel ukazał się w formacie digital download 16 stycznia 2020 w Polsce za pośrednictwem wytwórni płytowej SBM Label. Kompozycja została umieszczona na debiutanckim albumie studyjnym Maty – 100 dni do matury.

## Lista utworów
- Digital download[5]

1. „100 dni do matury” – 5:01

## Certyfikaty
| Kraj          | Certyfikat         | Sprzedaż |
| ------------- | ------------------ | -------- |
| Polska (ZPAV) | 3x platynowa płyta | 60 000+  |